# Monika Ludwig
Pour les articles homonymes, voir Ludwig.
Monika Ludwig (née en 1966 à Cologne) est une mathématicienne autrichienne, professeure universitaire de géométrie convexe et discrète à l'Université technique de Vienne.

## Carrière académique
Ludwig a obtenu un diplôme d'ingénieure de l'Université de technologie de Vienne en 1990 et un doctorat en 1994 sous la direction de Peter M. Gruber (en) ,. Elle est restée dans la même université en tant que professeure adjointe et associée de 1994 à 2007, date à laquelle elle a déménagé à l'Institut polytechnique de l'Université de New York. Elle est retournée à l'Université de technologie de Vienne en tant que professeur titulaire en 2010.

## Travaux
Ses travaux portent sur la géométrie convexe et l'analyse géométrique

## Récompenses et honneurs
Ludwig a remporté le prix Edmund et Rosa Hlawka de l'Académie autrichienne des sciences, décerné à un chercheur autrichien exceptionnel en géométrie des nombres ou en analyse numérique de moins de 30 ans, en 1998. Elle a remporté le prix de la Société mathématique autrichienne en 2004.
Elle est devenue membre correspondant de l'Académie autrichienne des sciences en 2011, et membre de l'American Mathematical Society en 2012. Elle est devenue membre à part entière de l'Académie autrichienne des sciences en 2013.

## Publications notables
- Monika Ludwig et Matthias Reitzner, « A characterization of affine surface area », Advances in Mathematics, vol. 147, no 1,‎ 15 octobre 1999, p. 138–172 (DOI 10.1006/aima.1999.1832)
- Monika Ludwig, « Projection bodies and valuations », Advances in Mathematics, vol. 172, no 2,‎ 25 décembre 2002, p. 158–168 (DOI 10.1016/S0001-8708(02)00021-X)
- Monika Ludwig, « Ellipsoids and matrix-valued valuations », Duke Mathematical Journal, vol. 119, no 1,‎ 15 juillet 2003, p. 159–188 (DOI 10.1215/S0012-7094-03-11915-8)
- Monika Ludwig, « Minkowski valuations », Transactions of the American Mathematical Society, vol. 357, no 10,‎ 2005, p. 4191–4213 (DOI 10.1090/S0002-9947-04-03666-9)
- Christoph Haberl et Monika Ludwig, « A characterization of {\displaystyle L_{p}} intersection bodies », International Mathematics Research Notices, vol. 2006,‎ 2006, p. 10548 (DOI 10.1155/IMRN/2006/10548)
- Monika Ludwig, « Intersection bodies and valuations », American Journal of Mathematics, vol. 128, no 6,‎ 2006, p. 1409–1428 (DOI 10.1353/ajm.2006.0046, JSTOR 40068039)
- Monika Ludwig, « General affine surface areas », Advances in Mathematics, vol. 224, no 6,‎ 20 août 2010, p. 2346–2360 (DOI 10.1016/j.aim.2010.02.004)
- Monika Ludwig et Matthias Reitzner, « A classification of {\displaystyle SL(n)} invariant valuations », Annals of Mathematics, 2e série, vol. 172, no 2,‎ 2010, p. 1219–1267 (DOI 10.4007/annals.2010.172.1219, JSTOR 29764637)